# Thomas Kretschmann

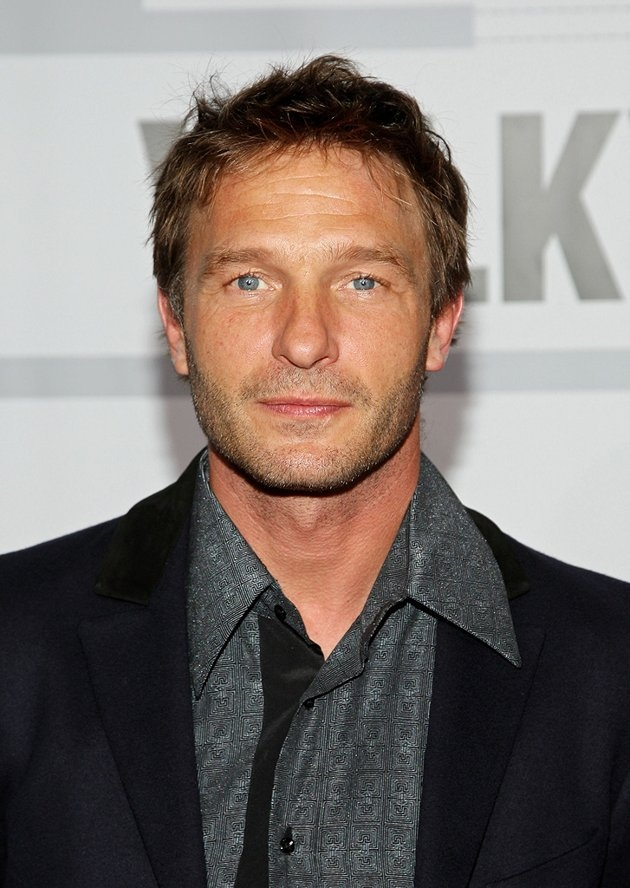
Thomas Kretschmann (2012)

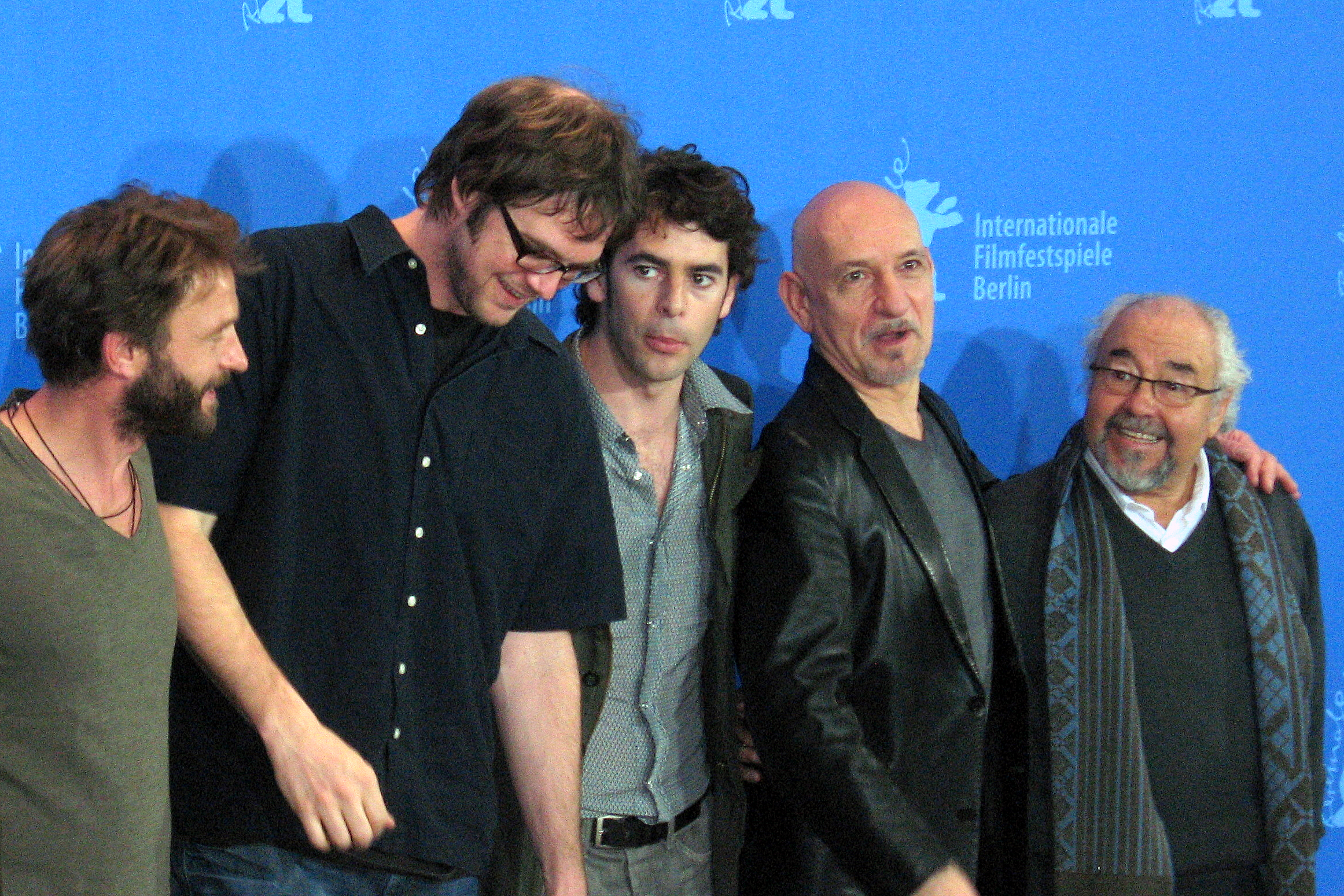
Thomas Kretschmann (ganz links) bei der Pressekonferenz zum Film Transsiberian, 2008

Thomas Kretschmann (* 8. September 1962 in Dessau) ist ein deutscher Schauspieler und Synchronsprecher sowie früherer Schwimmer.

## Leben
Thomas Kretschmann wurde als Sohn einer Lehrerin geboren, die ihn allein großzog. In seiner Jugend war er ein talentierter Schwimmer. Als Sechsjähriger begann er mit dem Schwimmen im Dessauer Stadtbad und kam im Alter von zehn Jahren in ein Sportinternat nach Halle (Saale). Ein Jahr später schwamm er DDR-Altersklassenrekord über 1500 Meter Freistil, gehörte ab diesem Zeitpunkt dem Olympiakader der DDR an und gewann mehrere Meistertitel. Im Alter von 17 Jahren hörte er mit dem Leistungssport auf und beendete später seine Schullaufbahn mit dem Abitur. Er lernte den Schauspieler Dirk Nawrocki und dessen Lebensgefährten, den Bühnenbildner und Maler Heiko Zolchow, kennen, die ihn anregten, sich an der Hochschule für Schauspielkunst „Ernst Busch“ Berlin zu bewerben. Trotz erfolgreicher Aufnahmeprüfung trat er seinen Studienplatz jedoch nie an, da er beschlossen hatte, in den Westen zu fliehen.
Im September 1983 floh er über Ungarn, Jugoslawien und Österreich in die Bundesrepublik Deutschland.
Ende der 1980er Jahre begann er eine Schauspielausbildung an der Schauspielschule „Der Kreis“ in Berlin, brach diese jedoch nach drei Monaten ab. Anschließend spielte er eine Rolle in Macbeth unter der Regie von Katharina Thalbach. Sein Filmdebüt hatte er 1989 im Film Der Mitwisser. 1991 wurde er für diesen Film beim Filmfestival Max Ophüls Preis als bester Nachwuchsdarsteller ausgezeichnet.
1993 spielte er dann in seinem ersten deutschen Kinofilm mit. Joseph Vilsmaier besetzte ihn für eine Hauptrolle in seinem Kriegsdrama Stalingrad.
Im Kino ist Kretschmann in Nebenrollen in großen Hollywood-Produktionen zu sehen. 2002 unter anderem in Blade II mit Wesley Snipes und dem Oscar-prämierten Film Der Pianist von Roman Polański, in dem er den deutschen Offizier Wilm Hosenfeld verkörpert. Im Jahr 2004 war er unter anderem in Resident Evil: Apocalypse und vor allem in Oliver Hirschbiegels Der Untergang zu sehen. 2005 bekam Kretschmann eine Nebenrolle in der Neuverfilmung King Kong von Peter Jackson. Hier traf er wieder auf seinen Schauspielkollegen Adrien Brody aus Der Pianist.
Im Fernsehfilm Fürchtet euch nicht! – Das Leben Papst Johannes Pauls II. verkörperte Kretschmann Johannes Paul II. Im Jahr 2003 spielte er eine Nebenrolle in zwei Folgen der zweiten Staffel der Fernsehserie 24.
Am 9. März 2006 hätte der Horrorfilm Rohtenburg (Butterfly, a Grimm Love Story) in den Kinos anlaufen sollen, in dem Kretschmann den Kannibalen Oliver Hartwin spielt. Diese Figur ist frei an die Gestalt des als „Kannibale von Rotenburg“ bekannt gewordenen Armin Meiwes angelehnt. Meiwes sah durch den Film seine Persönlichkeitsrechte verletzt und beantragte am Oberlandesgericht Frankfurt am Main eine einstweilige Verfügung gegen die Aufführung des Films. Diese wurde am 3. März 2006 erlassen und am 17. Juni 2008 bestätigt. Der Bundesgerichtshof (BGH) hob jedoch diese Entscheidung mit seinem Beschluss vom 26. Mai 2009 auf.
2007 bereitete sich Kretschmann für die Rolle des Claus Schenk Graf von Stauffenberg vor, die er in der deutsch-US-amerikanischen Filmproduktion Operation Walküre – Das Stauffenberg-Attentat spielen sollte. Kurz vor Vertragsunterzeichnung für das Drama, das vom 1944 gescheiterten Attentat auf Adolf Hitler handelt, wurde die Hauptrolle mit dem US-Amerikaner Tom Cruise besetzt. Kretschmann übernahm daraufhin den Part des Majors Otto Ernst Remer.
Ebenfalls 2007 war Kretschmann in einer Nebenrolle im Actionfilm Next von Lee Tamahori zu sehen. 2008 spielte er in der ProSieben-Neuverfilmung von Der Seewolf die Titelrolle des Wolf Larsen. Im gleichen Jahr trat er neben Angelina Jolie, Morgan Freeman und James McAvoy im Actionfilm Wanted auf. Im Jahr 2010 stand er im Dschungel von Malaysia für Dschungelkind vor der Kamera, die Verfilmung des gleichnamigen Bestsellers von Sabine Kuegler, die 2011 in die Kinos kam. Bis April 2011 war Kretschmann Teil der Walk-With-Giants-Kampagne von Johnnie Walker und erzählte dort über seinen menschlichen Werdegang.
Am 2. und 3. November 2011 war Thomas Kretschmann im ARD-Zweiteiler Laconia als Admiral Karl Dönitz an der Seite von Franka Potente zu sehen. Die beiden standen bereits in dem Spielfilm Eichmann gemeinsam vor der Kamera. 2012 verkörperte er Dracula in Dario Argentos Dracula 3D. Für die von NBC und BBC koproduzierte Horrorserie Dracula hatte er 2013 bis 2014 die Rolle des Abraham Van Helsing inne, während Jonathan Rhys Meyers als Graf Dracula und Oliver Jackson-Cohen als Jonathan Harker zu sehen waren. 2014 spielte er Horst Dassler im Film United Passions. Im selben Jahr war er am Schluss des Films The Return of the First Avenger als Baron Wolfgang von Strucker zu sehen. In derselben Rolle trat er auch ein Jahr später zu Beginn des Folgefilms Avengers: Age of Ultron auf.
Thomas Kretschmann gehört zu den Gründungsmitgliedern der Deutschen Filmakademie.

## Privates
Kretschmann war zwölf Jahre lang mit Lena Roklin liiert und hat mit ihr drei Kinder (* 1998, * 1999 und * 2002). Ende März 2009 gaben beide die Trennung bekannt. Danach war Kretschmann von März 2009 bis Juni 2010 mit dem deutsch-iranischen Fotomodell Shermine Shahrivar liiert.

## Filmografie
- 1985: Westler
- 1989: Der Alte – Bahnhofsbaby
- 1989: Der Mitwisser
- 1989: Radiofieber
- 1991: Die Männer vom K3 – Der Vollmondmörder
- 1992: Wie ein Licht in dunkler Nacht
- 1992: Krigerens Hjerte (Das Herz des Kriegers)
- 1993: Stalingrad
- 1993: Die Ratte
- 1993: Engel ohne Flügel
- 1994: Derrick – Teestunde mit einer Mörderin?
- 1994: Jenseits der Brandung
- 1994: Die Bartholomäusnacht (La Reine Margot)
- 1994: Affären
- 1994: Ahoi (Kurzfilm)
- 1995: Ich liebe den Mann meiner Tochter
- 1995: Brennendes Herz
- 1995: Wir zusammen allein mit dir
- 1995: Anna – Im Banne des Bösen
- 1996: The Stendhal Syndrome (La sindrome di Stendhal)
- 1996: Für Ehre und Vaterland (Marciando nel buio)
- 1997: Total Reality
- 1997: Die Diebin
- 1997: Il Tocco: la sfida
- 1997: Prinz Eisenherz (Prince Valiant)
- 1997: Die falsche Prinzessin (La Principessa E Il Povero)
- 1998: Coppia omicida
- 1998: Das Traumschiff – Galapagos (Fernsehreihe)
- 1998: Die Mädchenfalle – Der Tod kommt online (Fernsehfilm)
- 1998: Nina – Vom Kinderzimmer ins Bordell (Fernsehfilm)
- 1999: Der Solist – Kein Weg zurück
- 1999: Die Bibel – Esther (Esther, Fernsehfilm)
- 1999–2001: Relic Hunter – Die Schatzjägerin (Relic Hunter, Fernsehserie, 3 Folgen)
- 2000: Das blonde Biest – Wenn Mutterliebe blind macht
- 2000: U-571
- 2001: Feindliche Übernahme – althan.com
- 2001: Die Kreuzritter 4 – Das Gewand Jesu (I Cavalieri che fecero l’impresa)
- 2002: My Father, Rua Alguem 5555
- 2002: Blade II
- 2002: Der Pianist (The Pianist)
- 2004: U-Boat (In Enemy Hands)
- 2004: Resident Evil: Apocalypse
- 2004: Immortal – New York 2095: Die Rückkehr der Götter (Immortel (Ad vitam))
- 2004: Der Untergang
- 2004: Head in the Clouds
- 2005: Schneeland
- 2005: The Drop
- 2005: King Kong
- 2005: Fürchtet euch nicht! – Das Leben Papst Johannes Pauls II. (Have No Fear: The Life Of Pope John Paul II.)
- 2006: Rohtenburg
- 2006: Le Concile de Pierre
- 2006: Die Prophezeiungen von Celestine (The Celestine Prophecy)
- 2007: Next
- 2007: Das Lager – Wir gingen durch die Hölle (In Tranzit)
- 2007: Die Wilden Hühner und die Liebe
- 2007: Warum Männer nicht zuhören und Frauen schlecht einparken
- 2007: Eichmann
- 2008: Mogadischu (Fernsehfilm)
- 2008: Transsiberian
- 2008: Wanted
- 2008: Der Seewolf (Fernsehfilm)
- 2008: Operation Walküre – Das Stauffenberg-Attentat (Valkyrie)
- 2009: Separation City – Stadt der Untreuen (Separation City)
- 2009: FlashForward (Fernsehserie, Folge 1x03)
- 2009: Romy (Fernsehfilm)
- 2009: Victoria, die junge Königin (Young Victoria)
- 2009: Zweiohrküken
- 2010: Die Grenze (Fernsehfilm)
- 2011: The Big Bang
- 2011: Dschungelkind
- 2011: What a Man
- 2011: Cars 2 (Stimme)
- 2011: Laconia
- 2011: Hostel 3
- 2012: The River (Fernsehserie)
- 2012: Dracula 3D
- 2013: Stalingrad
- 2013: Open Grave
- 2013–2014: Dracula (Fernsehserie)
- 2014: The Return of the First Avenger (Captain America: The Winter Soldier)
- 2014: United Passions – La Légende du Football
- 2015: Avengers: Age of Ultron
- 2015: Hitman: Agent 47
- 2016: Whiskey Tango Foxtrot
- 2016: Central Intelligence
- 2017: A Taxi Driver (택시운전사, Taeksi Woonjunsa)
- 2017: Jungle
- 2017: Berlin Station (Fernsehserie, 4 Folgen)
- 2017: Stratton
- 2018: Dragged Across Concrete
- 2018: Ballon
- 2018: Lore (Fernsehserie, Folge 2x03 Hinterkaifeck)
- 2018: Shapeshifter (Discarnate)
- 2019–2020: Project Blue Book (Fernsehserie)
- 2020: Die Kinder von Windermere (The Windermere Children)
- 2020: Westworld (Fernsehserie, Folge 3x01)
- 2020: Das Boot (Fernsehserie, 5 Folgen)
- 2020: Nur ein einziges Leben (Waiting for Anya)
- 2020: Penny Dreadful: City of Angels (Fernsehserie, 8 Folgen)
- 2020: Greyhound – Schlacht im Atlantik (Greyhound, Stimme)
- 2021: Biohackers (Fernsehserie, 5 Folgen)
- 2023: Infinity Pool
- 2023: Indiana Jones und das Rad des Schicksals (Indiana Jones and the Dial of Destiny)
- 2023: Gran Turismo
- 2023: Last Contact (Last Sentinel)
- 2023: Deliver Us
- 2024: First Class (Upgraded)
- 2025: Fall for Me

## Spielografie
- 2013: Call of Duty: Ghosts (als Synchronsprecher von Captain Elias T. Walker in der deutschen Fassung des Spiels)

## Synchronisation
Thomas Kretschmann synchronisiert sich bislang in den meisten englischsprachigen Filmen und Serien selbst. In wenigen Ausnahmen wurde er synchronisiert, zum Beispiel von Udo Schenk in den Serien Relic Hunter – Die Schatzjägerin oder 24 sowie von Torsten Michaelis in Penny Dreadful: City of Angels.

## Auszeichnungen
- 1991: Max Ophüls Preis für Der Mitwisser
- 2006: Best Actor (Rohtenburg), Sitges Festival Internacional de Cinema Fantàstic de Catalunya
- 2007: Best Actor (Rohtenburg), Bucheon International Fantastic Film Festival
- 2010: Nominiert für den Deutschen Fernsehpreis als Bester Hauptdarsteller in Die Grenze und Romy[14]